# Sertularella capensis
Sertularella capensis is een hydroïdpoliep uit de familie Sertulariidae. De poliep komt uit het geslacht Sertularella. Sertularella capensis werd in 1957 voor het eerst wetenschappelijk beschreven door Millard. 